# Оріол-Біч (Флорида)
Оріол-Біч (англ. Oriole Beach) — переписна місцевість (CDP) в США, в окрузі Санта-Роза штату Флорида. Населення — 1679 осіб (2020).

## Географія
Оріол-Біч розташований за координатами 30°22′21″ пн. ш. 87°6′2″ зх. д. / 30.37250° пн. ш. 87.10056° зх. д. (30.372465, -87.100486).  За даними Бюро перепису населення США в 2010 році переписна місцевість мала площу 8,53 км², з яких 2,18 км² — суходіл та 6,35 км² — водойми.

## Демографія
Згідно з переписом 2010 року, у переписній місцевості мешкало 1420 осіб у 554 домогосподарствах у складі 391 родини. Густота населення становила 167 осіб/км².  Було 612 помешкання (72/км²).
Расовий склад населення:
| - 93,6 % — білих - 1,2 % — чорних або афроамериканців - 0,7 % — корінних американців - 0,5 % — азіатів - 0,2 % — вихідців з тихоокеанських островів |

До двох чи більше рас належало 3,4 %. Частка іспаномовних становила 5,3 % від усіх жителів.
За віковим діапазоном населення розподілялося таким чином: 26,8 % — особи молодші 18 років, 62,6 % — особи у віці 18—64 років, 10,6 % — особи у віці 65 років та старші. Медіана віку мешканця становила 39,9 року. На 100 осіб жіночої статі у переписній місцевості припадало 95,9 чоловіків;  на 100 жінок у віці від 18 років та старших — 91,2 чоловіків також старших 18 років.
Середній дохід на одне домашнє господарство  становив 73 226 доларів США (медіана — 52 208), а середній дохід на одну сім'ю — 85 818 доларів (медіана — 64 542). За межею бідності перебувало 6,1 % осіб, у тому числі 12,6 % дітей у віці до 18 років та 0,0 % осіб у віці 65 років та старших.
Цивільне працевлаштоване населення становило 731 особа. Основні галузі зайнятості: освіта, охорона здоров'я та соціальна допомога — 22,2 %, мистецтво, розваги та відпочинок — 14,9 %, фінанси, страхування та нерухомість — 8,9 %, роздрібна торгівля — 7,0 %.